# Vox (partid politic)
Vox (Latină : Vocea) este un partid conservator național eurosceptic din Spania. Fondat în 2013, acest partid este condus de Santiago Abascal și de secretarul general Javier Ortega Smith.
Partidul a intrat pentru prima oară în parlament la Alegerile generale din aprilie 2019, devenind a treia forță politică după Alegerile din noiembrie 2019, în același an, în care a obținut 3,6 milioane de voturi și 52 de locuri în Congresul Deputaților.

## Istorie

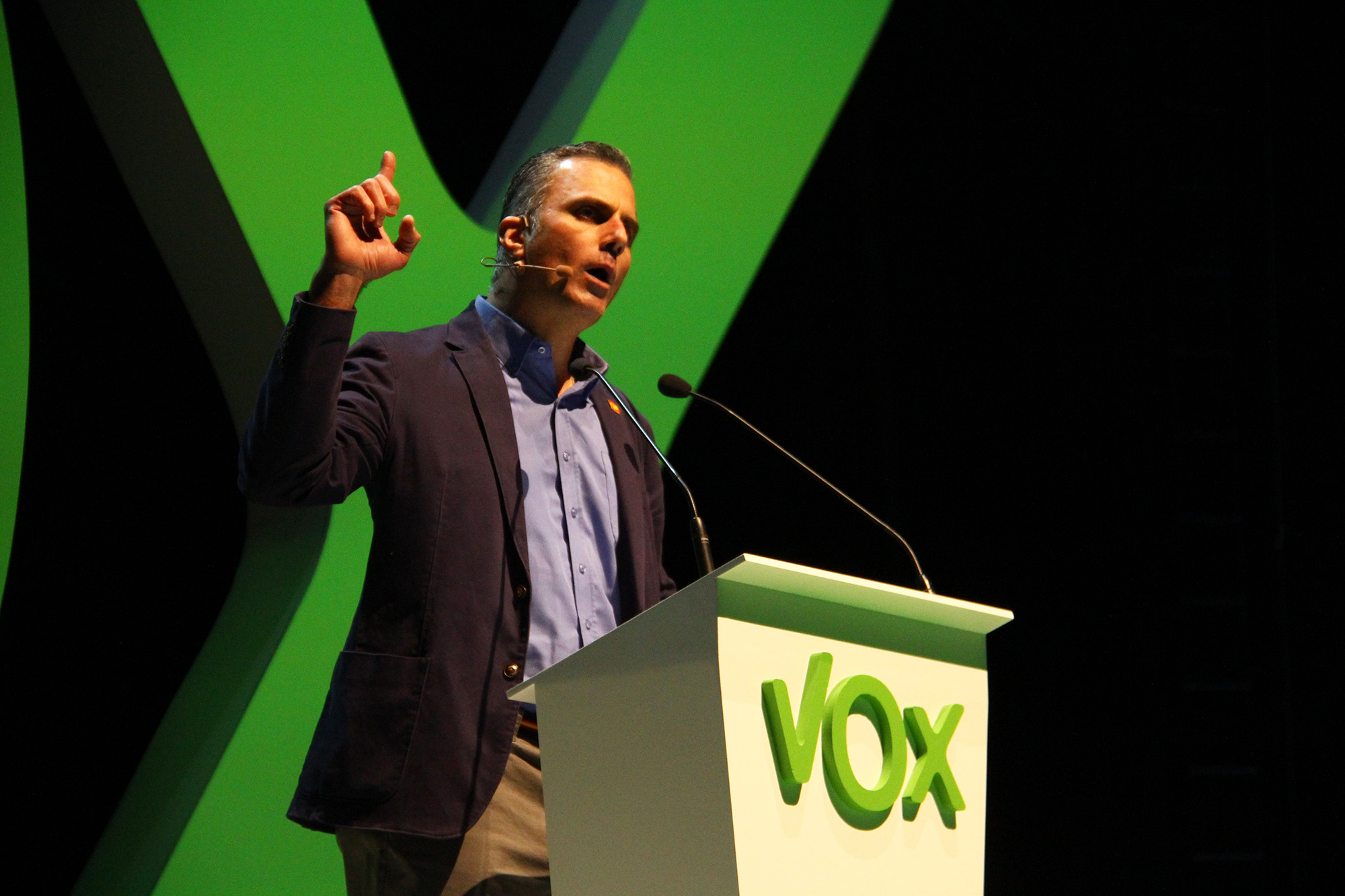
Javier Ortega Smith ținând un discurs în Vistalegre în 2018.

Vox a fost fondat la 17 decembrie 2013, și lansat public la o conferință de presă la Madrid la 16 ianuarie 2014  ca o despărțire de Partidul Popular. Această schismă a fost făcută de o ramură a Partidului Popular „neoconservatoare” sau „social-conservatoare”." Platforma partidului a încercat să rescrie constituția pentru a desființa autonomia regională și parlamentele. Mai mulți dintre promotorii lor (de exemplu: Alejo Vidal-Quadras, José Antonio Ortega Lara sau Santiago Abascal) fuseseră membri ai platformei „reconversion.es” care a emis un manifest în 2012 care garantează recentralizarea statului. Vidal-Quadras a devenit secretar general în martie 2014. Vidal-Quadras a fost proclamat ca prim președinte în martie 2014.
Finanțarea inițială, în valoare totală de aproape 972.000 de euro, a provenit din transferuri individuale de bani de către susținătorii Mujahedinului Popular din Iran (MEK).
Vox a participat pentru prima oară la Alegerile pentru Parlamentul European din 2014, dar nu a reușit să obțină vreun loc în europarlament.
În septembrie 2014, partidul l-a ales pe Santiago Abascal, unul dintre fondatori, ca nou președinte și pe Iván Espinosa de los Monteros, de asemenea fondator, ca secretar general. Au fost de asemenea aleși unsprezece membri ai Comitetului executiv național.
Partidul a participat la alegerile din 2015 și 2016, dar nu a reușit mare lucru, obținând 0,23%, respectiv 0,20% din voturi.
După referendumul pentru indepdența Cataloniei din 2017 și startul Crizei Constituționale din Spania, Vox a optat să nu participe la Alegerile regionale din Catalonia din 2017. După declarația de indepedență a Cataloniei, partidul a dat în judecată Parlamentul Cataloniei și mai mulți politicieni pro-indepedență, numărul membrilor săi a crescut cu 20% în 40 de zile.
La 10 septembrie 2018, Vox a înrolat un parlamentar independent în parlamentul regional din Extremadura (care a renunțat la grupul parlamentar PP) ca membru al partidului. La 2 decembrie 2018, ei au câștigat 12 mandate parlamentare la Alegerile regionale andaluze, intrând pentru prima dată într-un parlament regional. A sprijinit guvernul regional al coaliției de către Ciudadanos și Partidul Popular. Cu acest rezultat, Vox a primit, de asemenea, un prim loc în Senatul Spaniei, care a fost ocupat de Francisco José Alcaraz.
Partidul a obținut 10,26% din voturi la Alegerile din aprilie 2019, fiind aleși 24 de deputați și au intrat în Congres pentru prima oară în istorie. Mai târziu, partidul a intrat pentru prima dată în Parlamentul European cu 6,2% din voturi intrând 3 eurodeputați, care după Brexit au mai primit un nou eurodeputat, astfel partidul având acum 4. După aceste alegeri, partidul a intrat în grupul Conservatorilor și Reformiștilor Europeni și în Alianța Conservatorilor și Reformiștilor în Europa. La alegerile din noiembrie, Vox a devenit cel de al treilea partid din Spania crescând la de la 24, la 52 de deputați. A fost cel mai votat partid din Regiunea Murcia și orașul autonom Ceuta.
În octombrie 2020, grupul parlamentar Vox a depus în Congresul Deputaților o moțiune de cenzură împotriva actualului prim-ministru Pedro Sánchez,propunându-l pe Santiago Abascal ca nou prim-ministru. Moțiunea a eșuat în a obține sprijin de la restul forțelor parlamentare, rezultatul fiind 52 de voturi pentru (parlamentarii Vox) și 298 împotrivă (restul parlamentarilor).
În față cu Alegerile Prezidențiale din SUA 2020, Vox i-a sprijinit total candidatura lui Donald Trump, chiar făcând un cont fals de al lui Trump și oficial acuzându-l pe Joe Biden că a fost candidatul preferat al „El País, Podemos, Otegi, Maduro, China, Iran și al pedofililor”, care, potrivit EFE, a făcut ecou la teoriile conspirației QAnon. Vox a participat la conferința CPAC din 2020 și a refuzat să recunoască victoria lui Biden.

## Ideologie
Vox a fost descris ca un partid de extremă dreaptă în cadrul grupului familiei de dreapta radicală. Spre deosebire de alte partide europene de dreapta radicală, discursul său se bazează relativ mai puțin pe populism și mai mult pe naționalism. Acesta amestecă naționalismul și nativismul cu o viziune autoritară a societății, opunându-se ceea ce partidul numește „feminism radical de stânga” care favorizează normele de gen „tradiționale”. În schimb, agenda sa economică a fost descrisă drept „neoliberală”.
Începând cu un accent pe pozițiile liberale din punct de vedere economic și propunerile de recentralizare, accentul mesajului lor s-a deplasat către atitudini compatibile cu populismul de dreapta european, susținând anti-islamul, precum și critica multiculturalismului. Punctul lor de vedere asupra Uniunii Europene este acela al euroscepticismului, susținând că Spania nu ar trebui să facă concesii de suveranitate cu UE, deoarece consideră că suveranitatea Spaniei este un drept pe care UE nu-i poate lua. Ei propun eliminarea comunităților autonome ale Spaniei și, în plus, caută întoarcerea Gibraltarului în posesia Spaniei.
Vox este considerat antifeminist, și dorește să abroge legea privind violența de gen, pe care o consideră „discriminantă față de unul dintre sexe” și să o înlocuiască cu o „lege a violenței în familie care va oferi aceeași protecție persoanelor în vârstă, bărbaților, femeilor și copiilor care suferă de abuz ”.
Partidul pledează pentru închiderea moscheilor fundamentaliste, precum și pentru arestarea și expulzarea imamilor extremiști. Vox a cerut în mod deschis deportarea a zeci de mii de musulmani din Spania. În 2019, liderul partidului a cerut o Reconquistă sau o recucerire a Spaniei, referindu-se în mod explicit la o nouă expulzare a imigranților musulmani din țară.
Potrivit lui Xavier Casals, ultranaționalismul războinic din Vox, unifică până în acest moment o parte a ideologiei sale, este identificat cu o viziune palingenetică și biologică asupra țării, așa-numita „España Viva”, dar și cu inspirația asupra culturii catolice. Potrivit lui Casals, rădăcinile ideologice ale ultranaționalismului din Vox rezidă în incondiționalismul („necondiționalismul”), discursul naționalist bazat pe „teama de fragmentare a patriei” inventat în secolul al XIX-lea în Cuba colonială împotriva separatismului cubanez și, de asemenea, a concesiunilor autonomiste. (reprodus în Catalonia în anii 1910). Marca lor specifică a naționalismului spaniol este legată de sprijinul necondiționat acordat Forțelor și Corpurilor de Securitate ale Statului.
Discursul partidului a reînviat, de asemenea, mitul Antiespaña („Anti-Spania”), un termen umbrelă creat în anii 1930 de către forțele ultranaționaliste interne pentru a desemna „dușmanii (interiori) ai Spaniei”, creând o simplă España viva / Antiespaña, dualitate care este utilă pentru comunicarea în mesaje scurte caracteristice rețelelor sociale. În ceea ce privește proiecția externă a discursului lor, partidul a reanimat conceptul de „Hispanidad”; Liderul partidului, Abascal, a declarat că un imigrant care provine dintr-o „țară frățească hispano-americană” nu este comparabil cu imigrația care vine din „țările islamice”.
Potrivit lui Guillermo Fernández Vázquez, discursul lui Vox, pe care l-a descris ca „anti-statist și neoliberal din punct de vedere economic”, precum și „autoritar din punct de vedere moral”, fiind similar cu FPÖ-ul lui Jörg Haider sau Frontul Național al lui Jean Marie Le Pen din anii 1980, asemănând astfel apariția partidului într-o etapă arhaică a partidelor actuale de dreapta radicală, mai îngrijorat de nevoia de a-și moderniza imaginea decât Vox; abordarea ulterioară a problemelor culturale ar fi în concordanță cu partidele naționaliste spaniole din vechea școală, restrângând sfera „culturii” la „limbă și tradiție”.
În timp ce Vox susține în mod deschis statul Israel, partidul a apelat la teoriile conspirației care invocă figura filantropului evreu George Soros ca este mintea din spatele separatismului catalan și presupusa „islamizare” a Europei. Vox a prezentat, de asemenea, câțiva foști neo-naziști în cadre și liste de partid; unii dintre ei au fost expulzați din partid sau au demisionat. În noiembrie 2018, în timpul unui eveniment de partid din Murcia, liderul partidului Santiago Abascal și-a definit partidul drept „antifascist, antinazist și anticomunist”.
În timp ce platforma partidului susține doar propuneri împotriva fundamentalismului islamic, declarațiile din sfera publică ale unor personalități ale partidului susțin o islamofobie mai largă, ajutând la susținerea, potrivit lui Casals, a discursului lor împotriva imigrației maghrebilor, dezvoltarea unei legături mai strânse cu catolicismul pentru a promova mesajul lor antifeminist (subminând importanța luptei feministe în avansul libertăților femeilor prin legarea acestora din urmă la o cultură cu „fundații creștine”).

## Performanțe electorale

### Cortes Generales
| Cortes Generales | Cortes Generales | Cortes Generales | Cortes Generales | Cortes Generales | Cortes Generales | Cortes Generales | Cortes Generales | Cortes Generales | Cortes Generales         |
| Alegeri          | Congres          | Congres          | Congres          | Congres          | Congres          | Senat            | Senat            | Candidat (lider) | Statut                   |
| Alegeri          | Voturi           | %                | #                | Locuri           | +/-              | Locuri           | +/-              | Candidat (lider) | Statut                   |
| ---------------- | ---------------- | ---------------- | ---------------- | ---------------- | ---------------- | ---------------- | ---------------- | ---------------- | ------------------------ |
| 2015             | 58,114           | 0,23%            | 15               | 0 / 350          | 0                | 0 / 208          | 0                | Santiago Abascal | Nu a intrat în parlament |
| 2016             | 47,182           | 0,20%            | 13               | 0 / 350          | 0                | 0 / 208          | 0                | Santiago Abascal | Nu a intrat în parlament |
| Aprilie 2019     | 2,688,092        | 10,26%           | 5                | 24 / 350         | ▲24              | 0 / 208          | 0                | Santiago Abascal | Alegeri anticipate       |
| Noiembrie 2019   | 3,656,979        | 15,08%           | 3                | 52 / 350         | ▲28              | 2 / 208          | ▲2               | Santiago Abascal | Opoziție                 |
| 2023             | 3,033,744        | 12,39%           | 3                | 33 / 350         | ▼19              | 0 / 208          | ▼2               | Santiago Abascal | Opoziție                 |

### Parlamentul European
| Parlamentul European | Parlamentul European | Parlamentul European | Parlamentul European | Parlamentul European | Parlamentul European | Parlamentul European |
| Alegeri              | Voturi               | %                    | #                    | Locuri               | +/-                  | Candidat             |
| -------------------- | -------------------- | -------------------- | -------------------- | -------------------- | -------------------- | -------------------- |
| 2014                 | 246,833              | 1.57%                | 11                   | 0 / 54               | 0                    | Alejo Vidal-Quadras  |
| 2019                 | 1,393,684            | 6.21%                | 5                    | 4 / 59               | ▲4                   | Jorge Buxadé         |

### Parlamente Regionale
| Regiunea               | Alegeri | Voturi  | %     | # | Locuri   | Statut      |
| ---------------------- | ------- | ------- | ----- | - | -------- | ----------- |
| Andaluzia              | 2022    | 496,618 | 13.5% | 3 | 14 / 109 | Opoziție    |
| Aragon                 | 2023    | 75,349  | 11.3% | 3 | 7 / 67   | TBD         |
| Asturia                | 2023    | 54,273  | 10.1% | 3 | 4 / 45   | Opoziție    |
| Insulele Baleare       | 2023    | 62,637  | 13.9% | 3 | 8 / 59   | Opoziție    |
| Țara Bascilor          | 2020    | 17,569  | 1.9%  | 6 | 1 / 75   | Opoziție    |
| Insulele Canare        | 2023    | 71,740  | 7.9%  | 5 | 4 / 70   | Opoziție    |
| Cantabria              | 2023    | 35,982  | 11.1% | 4 | 4 / 35   | Opoziție    |
| Castilia și Leon       | 2022    | 212,605 | 17.6% | 3 | 13 / 81  | Coaliție    |
| Castilia–La Mancha     | 2023    | 139,607 | 12.8% | 3 | 4 / 33   | Opoziție    |
| Catalonia              | 2021    | 218,364 | 7.7%  | 4 | 11 / 135 | Opoziție    |
| Ceuta                  | 2023    | 7,050   | 20.6% | 3 | 5 / 25   | Opoziție    |
| Extramadura            | 2023    | 49,798  | 8.1%  | 3 | 5 / 65   | Coaliție    |
| Galicia                | 2020    | 26,485  | 2.0%  | 5 | 0 / 75   | Nu a intrat |
| La Rioja               | 2023    | 12,773  | 7.6%  | 3 | 2 / 33   | Opoziție    |
| Madrid                 | 2023    | 248,379 | 7.3%  | 4 | 10 / 132 | Opoziție    |
| Melilla                | 2023    | 2,937   | 9.9%  | 4 | 2 / 25   | Opoziție    |
| Murcia                 | 2023    | 121,321 | 17.7% | 3 | 9 / 45   | TBD         |
| Navarra                | 2023    | 14,197  | 4.3%  | 7 | 2 / 50   | TBD         |
| Comunitatea Valenciană | 2023    | 310,184 | 12.4% | 4 | 13 / 99  | Coaliție    |

### Cronologia rezultatelor
| Year | ES   | UE  |      | AN   | AR   | AS   | CN  | CB   | CM   | CL   | CT  | CE   | EX  | GL  | IB   | RI  | MD  | ML  | MC   | NC   | PV   | CV  |
| --- | ---- | --- | ---- | ---- | ---- | ---- | --- | ---- | ---- | ---- | --- | ---- | --- | --- | ---- | --- | --- | --- | ---- | ---- | ---- | --- |
| 2014 | N/A  | 1.6 |      | N/A  | N/A  | N/A  | N/A | N/A  | N/A  | N/A  | N/A | N/A  | N/A | N/A | N/A  | N/A | N/A | N/A | N/A  | N/A  | N/A  | N/A |
| 2015 | 0.2  | 1.6 | 0.5  | 0.6  | N/A  | 0.2  | 0.3 | 0.5  | 0.7  | 1.2  | N/A | 0.3  | 1.2 | N/A | N/A  | N/A | 0.8 | N/A | 0.4  | N/A  | N/A  |     |
| 2016 | 0.2  | 1.6 | 0.5  | 0.6  | N/A  | 0.2  | 0.3 | 0.5  | 0.7  | 1.2  | N/A | 0.3  | 1.2 | N/A | N/A  | N/A | 0.8 | N/A | 0.4  | N/A  | 0.1  |     |
| 2017 | 0.2  | 1.6 | 0.5  | 0.6  | N/A  | 0.2  | 0.3 | 0.5  | 0.7  | 1.2  | N/A | 0.3  | 1.2 | N/A | N/A  | N/A | 0.8 | N/A | 0.4  | N/A  | 0.1  |     |
| 2018 | 0.2  | 1.6 | 11.0 | 0.6  | N/A  | 0.2  | 0.3 | 0.5  | 0.7  | 1.2  | N/A | 0.3  | 1.2 | N/A | N/A  | N/A | 0.8 | N/A | 0.4  | N/A  | 0.1  |     |
| 2019 | 10.3 | 6.2 | 11.0 | 6.1  | 6.4  | 2.5  | 5.1 | 7.0  | 5.5  | 22.4 | N/A | 4.7  | 8.1 | N/A | 3.9  | 8.9 | 7.8 | 9.5 | 1.3  | 10.6 | 0.1  |     |
| 2019 | 15.1 | 6.2 | 11.0 | 6.1  | 6.4  | 2.5  | 5.1 | 7.0  | 5.5  | 22.4 | N/A | 4.7  | 8.1 | N/A | 3.9  | 8.9 | 7.8 | 9.5 | 1.3  | 10.6 | 0.1  |     |
| 2019 |      | 6.2 | 11.0 | 6.1  | 6.4  | 2.5  | 5.1 | 7.0  | 5.5  | 22.4 | N/A | 4.7  | 8.1 |     | 3.9  | 8.9 | 7.8 | 9.5 | 1.3  | 10.6 |      |     |
| 2020 | 2.0  | 6.2 | 11.0 | 6.1  | 6.4  | 2.5  | 5.1 | 7.0  | 5.5  | 22.4 | N/A | 4.7  | 8.1 | 1.9 | 3.9  | 8.9 | 7.8 | 9.5 | 1.3  | 10.6 |      |     |
| 2021 | 2.0  | 6.2 | 11.0 | 6.1  | 6.4  | 2.5  | 5.1 | 7.0  | 5.5  | 22.4 | 7.7 | 4.7  | 8.1 | 1.9 | 3.9  | 9.1 | 7.8 | 9.5 | 1.3  | 10.6 |      |     |
| 2022 | 2.0  | 6.2 | 13.5 | 6.1  | 6.4  | 2.5  | 5.1 | 7.0  | 17.6 | 22.4 | 7.7 | 4.7  | 8.1 | 1.9 | 3.9  | 9.1 | 7.8 | 9.5 | 1.3  | 10.6 |      |     |
| 2023 | 2.0  | 6.2 | 13.5 | 12.3 | 11.3 | 10.1 | 7.9 | 11.1 | 12.8 |      | 7.7 | 20.6 | 8.1 | 1.9 | 13.9 | 7.6 | 7.3 | 9.9 | 17.7 | 4.3  | 12.4 |     |
| Year | ES   | UE  |      | AN   | AR   | AS   | CN  | CB   | CM   | CL   | CT  | CE   | EX  | GL  | IB   | RI  | MD  | ML  | MC   | NC   | PV   | CV  |
| Bold indică cel mai bun rezultat până în prezent. Va fi decis Prezent în legislatură (în opoziție) Partener de coaliție junior Partener de coaliție senior |      |     |      |      |      |      |     |      |      |      |     |      |     |     |      |     |     |     |      |      |      |     |